# Kejsaren (film)
Kejsaren är en svensk film från 1979 i regi av Jösta Hagelbäck och med manus av Hagelbäck och Sten Holmberg. Filmen bygger på Birgitta Trotzigs roman Sjukdomen  och huvudrollen Jesaja Ström spelas av Anders Åberg (skådespelare).

## Om filmen
Filmen spelades in i flera omgångar under 1978, främst i eller i närheten av Stockholm. Den första omgången ägde rum mellan den 13 mars och 21 mars i Närtuna, Långholmen, Djurgården, Odensala och Frescati. Den andra inspelningsomgången ägde rum på olika platser i Skåne och i El Salvador mellan den 30 mars och 5 maj. Inför den tredje omgången flyttades inspelningen återigen tillbaka till Stockholmsområdet (Värtahamnen och Långholmen) och pågick mellan den 16 maj och 2 juni. Därefter följde två inspelningsdagar i Ronehamn på Gotland (8 och 9 juni) och till sist spelades prologen in mellan den 6 och 7 december, denna gången på okänd ort.
Fotograf var Holmberg, kompositör Ragnar Grippe och klippare Peter Falck och Hagelbäck. Filmen premiärvisades den 24 februari 1979 på biograf Grand i Stockholm. Den är 97 minuter lång, i färg och tillåten från 11 år. Filmen har även visats av Sveriges Television.
Kejsaren fick flera priser. Åberg mottog en Guldbagge 1979 i kategorin "bästa skådespelare". Holmberg tilldelades en Silverbjörn vid Berlins filmfestival 1979 för "bästa foto". Hagelbäck var även nominerad till en Guldbjörn vid samma festival, dock utan att vinna.

## Handling
Handlingen är koncentrerad till åren 1938-1940 och handlar den unge psykiskt handikappade Elje. Hans mor är från Polen och har återvänt dit. Elje beger sig dit för att söka efter henne.
I Polen blir Elje omhändertagen av myndigheterna och därefter tillbakaskickad till Sverige där han blir placerad på S:t Lars mentalsjukhus i Lund. Där tyr han sig till ett polskt biträde som påminner honom om hans mor. I ett vansinnesdåd mördar han dock henne och flyr hem till sin far. Tillsammans lägger de sig på sängen i väntan på polisen.

## Rollista (urval)
- Anders Åberg – Elje (Jesaja) Ström
- Bo Lindström – Albin Ström, Eljes far, lantarbetare
- Rune Ek – fördrängen
- Katarina Strandmark – polskan
- Anna Lindroth	– svinvakterskan / vakterskan på S:t Lars
- Sigurd Björling – prästen
- Grazyna Brattander – det polska fnasket
- Kentarne Dahlgren – matrosen
- Jan Dolata – hallickens medhjälpare
- Gunnar Ekström – Anton
- Göte Fyhring – rättaren
- Per Gavelius – hamnvakten
- Ralf Glaerum – kock
- Olle Grönstedt – man i keps
- Gerissa Jalander – moder i "Berättelsen om svinvakterskan"

### Fotnoter
1. 1 2 3 4 5 6  ”Kejsaren”. Svensk Filmdatabas. http://sfi.se/sv/svensk-filmdatabas/Item/?itemid=5034&type=MOVIE&iv=Basic&ref=/templates/SwedishFilmSearchResult.aspx?id%3d1225%26epslanguage%3dsv%26searchword%3dkejsaren%26type%3dMovieTitle%26match%3dIdentical%26page%3d1%26prom%3dFalse. Läst 8 maj 2013.
2. ↑  ”Kejsaren”. IMDb.com. http://www.imdb.com/title/tt0079394/?ref_=fn_al_tt_1. Läst 8 maj 2013.